# Лапита
Лапита — термин, применямый к древней археологической культуре Тихого океана, которая по мнению многих археологов является прародителем нескольких культур в Полинезии, Микронезии, и нескольких прибрежных областей Меланезии. Найденные поселения и осколки керамики датированы примерно 800 годом до н. э. и имеют большое значение для изучения истории ранних народов, населявших острова южной части Тихого Океана. В настоящее время открыто более двух тысяч мест раскопок на протяжении более чем 4000 км от побережий и островов Меланезии до Фиджи и Тонга, самая восточная область расположена в Самоа.

## История названия
Термин «Лапита» был введён археологами после того, как на раскопках 1942 года в Новой Каледонии они неправильно расслышали слово xapeta’a, которое на местном языке означает «копать яму» или «место раскопок».

## Проблема датирования
Классическая керамика Лапита произведена между 1350 годом до н. э. и 750 годом до н.э. на Архипелаге Бисмарка. Поздние вариации могли быть изготовлены до 250 года до н. э. Местные стили Лапита найдены в Вануату и Новой Каледонии. Керамика сохранилась на Фиджи, но полностью исчезла в Меланезии и на Сиасси.
Австралийский археолог Маршалл Уайслер (Marshall Weisler) из Университета Квинсленда и Дэвид Берли (David Burley) из канадского Университета Саймона Фрейзера сумели точно датировать заселение полинезийцами тихоокеанского архипелага Тонга, использовав два различных метода радиоизотопного датирования (радиоуглеродный и уран-свинцовый анализ). Согласно их исследованиям, архипелаг Тонга был заселен более 2800 лет назад. Неожиданным оказалось то, что прибывшие на остров Тонгатапу и основавшие поселение Нукулека полинезийцы расселились по всему архипелагу Тонга всего за одно-два поколения. Согласно прежним представлениям, такое быстрое освоение островов должно было занять куда более долгий срок. Быстрое образование дочерних общин ученые связывают с истощением ресурсов в месте первого поселения. Также важным фактором могло быть соперничество между братьями. В полинезийских обществах наследником имущества и главой рода традиционно становился старший сын, младшие же братья, если они хотели самостоятельности, должны были переселяться на новое место. Возможно, также  сыграла свою роль свойственная представителям культуры Лапита любовь к мореплаванию.
В западной Полинезии керамика Лапита, датируемая 800 годом до н. э. найдена на участке Фиджи—Самоа—Тонга. Из Тонга и Самоа, Полинезийская культура распространилась по Восточной Полинезии, включая Маркизские острова и Острова Общества, и позднее Гавайи, остров Пасхи, и Новую Зеландию. Однако большинство керамики не сохранилось главным образом из-за низкого качества глины, используемой на небольших островах.

## Экономика
Среди прирученных животных присутствовали свиньи, собаки и куры. Растениеводство основывалось на корнеплодах и деревьях, наиболее важные растения — таро, ямс, кокосы, бананы и различные хлебные деревья. Также было распространено рыболовство и сбор моллюсков.

## Похоронные традиции
При раскопках большого кладбища Теома в Эфате, проведённых в 2003 году, были найдены 36 тел в 25 могилах. Все скелеты были обезглавлены, а черепа были заменены конусообразными раковинами. В одной из могил был обнаружен скелет старого человека с тремя черепами, выложенными вдоль туловища. Радиоуглеродный анализ раковин, расположенных на кладбище, датируется примерно 1000 годом до н. э.

## Поселения
На западе все поселения расположены на небольших островах в открытом море, или на пляжах больших островов. Есть предположение, что носители культуры Лапита расселялись таким образом, чтобы избежать уже заселённые другими племенами области Новой Гвинеи, или малярийных комаров, к которым у народа Лапита отсутствовал иммунитет. Некоторые дома были построены на сваях в больших лагунах. В Новой Британии, найдены поселения в глубине острова, недалеко от залежей обсидиана. На восточном архипелаге, все поселения расположены на суше, в некотором отдалении от океана.

## Язык
Предположительно народ Лапита говорил на праокеанийском языке — вероятном предке океанийских языков. Однако довольно проблематично связать археологическую культуру, не имевшую письменности, с каким-либо языком.

## Происхождение
Большинство учёных предполагают, что культура Лапита произошла из Юго-Восточной Азии, предположительно от австронезийцев, пришедших из Тайваня или из Южного Китая примерно 5000—6000 лет назад. Похоронная керамика Лапита похожа на керамику Тайваня, что даёт основу этой теории.
Другие учёные, такие как Джим Аллен, определяют местом происхождения Лапиты Архипелаг Бисмарка, который был колонизирован примерно 30—35 тыс. лет до н. э.
Согласно данным учёных из Даремского университета, анализировавших ДНК скелетов, обнаруженных на островах Вануату (возрастом 2700—3100 лет) и Тонга (возраст 2300—2700 лет), предками народа лапита являлись выходцы с Тайваня. Все 4 индивидуума оказались женщинами. У всех трёх образцов с Вануату была определена митохондриальная гаплогруппа B (субклада B4a1a1a). Химический анализ костных останков также показал, что люди лапита были не только рыбаками, но и земледельцами, культура которых, по-видимому, также имела азиатское происхождение. У образца I5951 (ок. 2955 л. н.) с Вануату определена Y-хромосомная гаплогруппа CT, у образца I4451 (ок. 2348 л. н.) с Вануату определена митохондриальная гаплогруппа M28a7 и Y-хромосомная гаплогруппа K2b1.